# كريستال كيلي
كريستال كيلي (بالإنجليزية: Crystal Kelly)‏ مواليد 15 سبتمبر 1986، هي لاعبة كرة سلة أمريكية. تم اختيارها من قبل فريق هيوستن كومتز خلال الدرافت. وتحمل الرقم 42.

## المسيرة الاحترافية
لعبت مع ساكرامنتو موناركس في موسم 2008–2009، ثم لعبت مع ديترويت شوك في سنة 2009، ثم لعبت مع سان أنطونيو ستارز في سنة 2010.

## روابط خارجية
- كريستال كيلي على موقع الاتحاد الوطني لكرة السلة النسائية (الإنجليزية)
- كريستال كيلي على موقع كرة السلة الأوروبية.كوم (الإنجليزية)
- كريستال كيلي على موقع كلية كرة السلة في سبورتس رفرنس.كوم (الإنجليزية)
- كريستال كيلي على موقع بروبوليرز (الإنجليزية)
- كريستال كيلي على موقع سبورتس رفرنس (الإنجليزية)